# 漬け方一覧

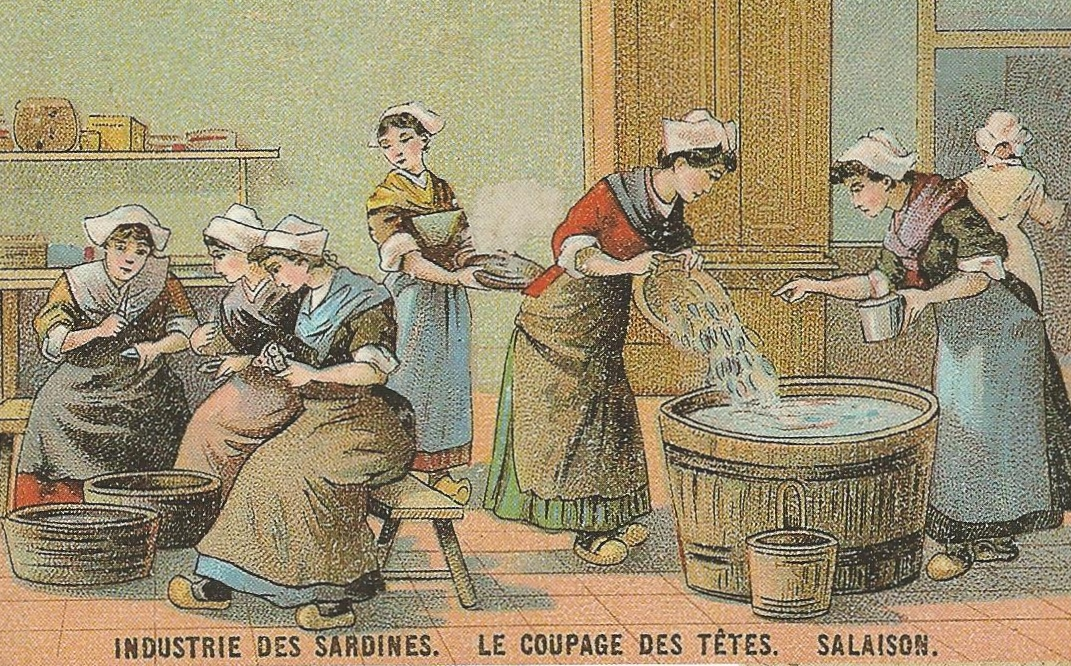
サーディンを塩漬けにする様子（1908年のデッサン、フランス）

食材を各種の調味料や酒、油、専用の漬け床などの中に一定時間入れておく調理法を漬けるといい、漬けた食品を漬物という。本稿では、食材のさまざまな漬け方を漬け方一覧（つけかたいちらん）として概説する。
漬ける時間は、数分から数十年にも及ぶものまである。長期間にわたってつける場合には、発酵を利用する場合が多い。食卓にそのまま上る最終的な調理技法としても用いられるが、下拵えの技法としても多用される。
漬ける目的は、保存、風味付け、調味の3種が主たるものである。漬物のように漬け込んだ食材を主に利用する場合と、リキュールのように漬け地を主に利用する場合の2種類がある。

## 種類
塩漬け
最も代表的な漬け込み法で、野菜の漬物を始めとし、肉や魚介類の下拵えとして利用する場合が多い。結晶の塩をそのまま利用して漬ける方法と濃い塩水を作りその中に漬け込む方法とがある。後者の方法を立塩（たてじお）と呼び、魚の干物を製造する際に多用されている。
醤油漬け
塩漬けと同様、あらゆる食材に多用されている。漬け込んだ食材を利用する他、醤油自体を利用するためにニンニクや生姜を漬け込んで風味を移したり、昆布を漬け込んで出汁を抽出したりもする。
味噌漬け
野菜や魚、肉などを味噌に漬け込んだもの。
糠漬け
米糠に塩などを混ぜて作った糠床に野菜や魚などを漬け込んだもの。
麹漬け
麹を利用して野菜や魚などを漬け込んだもの。三五八漬けと呼ばれる東北地方の麹漬けは、塩、米麹、米をそれぞれ容量 3:5:8 の割合で混ぜた漬け床を使う。
粕漬け
清酒の副産物である酒粕を利用して野菜や魚などを漬け込んだもの。
酢漬け
生酢につける場合もあるが、多くは香辛料や調味料を調合した合わせ酢（甘酢、三杯酢など）に漬け込まれる。生酢に漬けるものとしては、鯖、こはだ、鰊などの魚が多い。ピクルスや南蛮漬けも酢漬けの一種である。酢自体を利用するためにハーブ等を漬け込む場合もあり、タラゴンビネガーなどが有名である。
からし漬け
野菜などを塩漬けにしたのち、芥子、酒・麹などを混ぜた中に漬けたもの。
油漬け
肉や魚にコクを加えたり、柔らかくするための下拵えとして利用される場合が多い。油自体を利用する目的で、香辛料等を漬け込む場合もある。ラー油、ネギ油などが有名。
アルコール漬け
漬けた食材ではなくアルコール自体を利用する場合が多い。梅酒をはじめとするリキュールが代表的なものである。肉の下拵えとして、ワインに漬け込んで食感を柔らかくすると同時に風味付けをする場合がある。
砂糖漬け、シロップ漬け
砂糖は脱水作用が高いので高濃度の砂糖に漬け込むと防腐作用がある。製菓材料として利用されるアンゼリカが有名。